# (1944) Günter
(1944) Günter es un asteroide perteneciente al cinturón de asteroides descubierto por Karl Wilhelm Reinmuth el 14 de septiembre de 1925 desde el observatorio de Heidelberg-Königstuhl, Alemania.

## Designación y nombre
Günter fue designado inicialmente como 1925 RA.
Más tarde se nombró en honor de Günther Reinmuth, hijo del descubridor.

## Características orbitales
Günter orbita a una distancia media de 2,239 ua del Sol, pudiendo alejarse hasta 2,771 ua y acercarse hasta 1,708 ua. Su inclinación orbital es 5,489° y la excentricidad 0,2372. Emplea en completar una órbita alrededor del Sol 1224 días.